# تشارلي كولومبو
تشارلي كولومبو (بالإنجليزية: Charlie Colombo)‏ (20 يوليو 1920 في الولايات المتحدة - 7 مايو 1986 في الولايات المتحدة) هو مدرب كرة قدم ولاعب كرة قدم أمريكي في مركز الوسط، شارك في الألعاب الأولمبية الصيفية 1948 وكأس العالم 1950 والألعاب الأولمبية الصيفية 1952. وشارك مع منتخب الولايات المتحدة لكرة القدم. أما مع النوادي، فقد لعب مع St. Louis Simpkins-Ford ‏.

## وصلات خارجية
- تشارلي كولومبو على موقع الاتحاد الدولي (مؤرشف)  (الإنجليزية)
- تشارلي كولومبو على موقع قاعدة بيانات كرة القدم.إي يو (الإنجليزية)
- تشارلي كولومبو على موقع ناشيونال فوتبول تيمز (الإنجليزية)
- تشارلي كولومبو على موقع Soccerway.com (الإنجليزية)
- تشارلي كولومبو على موقع عالم كرة القدم.نت (الإنجليزية)
- تشارلي كولومبو على موقع أوليمبيديا (الإنجليزية)